# Ozdobnik lirogłowy
Ozdobnik lirogłowy, lirogłów (Lophorina superba) – gatunek ptaka z rodziny cudowronek (Paradisaeidae), zamieszkujący Nową Gwineę.

## Systematyka
Systematyka tego gatunku jest sporna. Historycznie L. superba zwykle uznawany był za jedynego przedstawiciela rodzaju Lophorina. W obrębie tego gatunku wyróżniano kilka podgatunków (zwykle pięć: superba, niedda, feminina, latipennis i minor; proponowane podgatunki connectens i sphinx nie zyskały akceptacji). Za podgatunek nominatywny (L. superba superba) uznawano populację z półwyspu Ptasia Głowa na zachodzie Nowej Gwinei.
W 2016 r. metodami analizy DNA Irestedt i współpracownicy dokonali analizy pokrewieństwa pomiędzy populacjami, uznając za zasadne wyróżnienie trzech gatunków w obrębie rodzaju Lophorina. Holotyp L. superba dawno temu uległ zniszczeniu, a analizując stare opisy i podane w nich rozmiary autorzy wyrazili wątpliwość, czy pochodził on w ogóle z półwyspu Ptasia Głowa, jak do tej pory podawano, stwierdzając, że bardziej przypomina on osobniki z zachodniej części Gór Centralnych. W związku z tymi wątpliwościami autorzy postanowili wyznaczyć neotyp L. superba, za który uznali okaz odłowiony w 1931 roku na górze Kunupi w górach Kobowre. Tym samym za L. superba uznali populacje z centralnej części Nowej Gwinei, za L. niedda (ozdobnik grzywiasty) uznali populacje z sąsiadujących ze sobą półwyspów Ptasia Głowa i Wandammen na zachodzie wyspy (z podgatunkami L. niedda niedda i nowo nazwanym L. niedda inopinata, który zastąpił tradycyjnie wyróżniany L. superba superba), a populację ze wschodu wyspy (półwysep Papuan Peninsula) wyróżnili jako L. minor (ozdobnik krótkoskrzydły). W ramach nowo zdefiniowanego taksonu L. superba autorzy wyróżnili 3 podgatunki: L. superba suberba (który zastąpił feminina), L. superba addenda (wschodnia część Gór Centralnych) i L. superba latipennis (półwysep Huon i być może przyległe pasma górskie Herzog i Adelbert Range). To ujęcie systematyczne zostało zaakceptowane przez Międzynarodowy Komitet Ornitologiczny.
Nie wszyscy systematycy poparli jednak taką rewizję taksonu L. superba, choć ozdobnik krótkoskrzydły (L. minor) zyskał powszechną akceptację jako odrębny gatunek. Elliott i współpracownicy w publikacji z 2020 roku uznali wydzielenie neotypu L. superba za nieuzasadnione i zasugerowali uznanie za L. superba zachodniej populacji (Ptasia Głowa i Wandammen), czyli zgodnie z tradycją, oraz wydzielenie populacji z centralnej części wyspy do gatunku L. latipennis (ozdobnik górski). Nie byli też w stanie uznać ważności taksonu addenda, proponując zaliczanie tych populacji albo do L. l. feminina, albo do L. l. latipenni, tak jak czyniono to wcześniej. Obecnie Międzynarodowa Unia Ochrony Przyrody (IUCN) stosuje podobne ujęcie systematyczne, z tym że zamiast L. latipennis używa nazwy L. feminina.
Autorzy Kompletnej listy ptaków świata na razie uznają za osobny gatunek jedynie ozdobnika krótkoskrzydłego (L. minor), pozostałe taksony wciąż traktując jako podgatunki L. superba:
- L. (s.) superba (J. R. Forster, 1781) – ozdobnik lirogłowy – półwysep Ptasia Głowa.
- L. (s.) niedda Mayr, 1930 – ozdobnik grzywiasty – półwysep Wandammen.
- L. (s.) latipennis Rothschild, 1907 – ozdobnik górski – centralna część Nowej Gwinei.

## Morfologia
WyglądUbarwienie brązowe lub czarne. Samiec – czarny z połyskująco niebieskimi piórami na piersi, stroszonymi podczas toków, podobnie jak aksamitne pióra na wierzchu głowy. Samica – wierzch ciała brązowy, na spodzie prążkowana (podobnie jak wiele samic innych cudowronek), ale z rdzawą plamą na skrzydłach.
Rozmiary
- 25 cm

## Ekologia i zachowanie
ŚrodowiskoGórskie lasy Nowej Gwinei.
DietaPtaki te żywią się głównie owadami.
ZachowanieSamce zaciekle strzegą terytorium.

## Status
Międzynarodowa Unia Ochrony Przyrody (IUCN) od 2020 roku stosuje nowe ujęcie systematyczne, w którym za Lophorina superba uznaje jedynie populację z półwyspu Ptasia Głowa i położonego na południowy wschód od niego półwyspu Wandammen. Uznaje ozdobnika lirogłowego za gatunek najmniejszej troski (LC – least concern). Liczebność populacji nie została oszacowana, ale ptak ten opisywany jest jako rzadki. Trend liczebności populacji uznawany jest za spadkowy.
Ozdobnik górski z centralnej części wyspy również uznawany jest za gatunek najmniejszej troski, a jego populacja także wykazuje trend spadkowy.